# Sát thủ danh mục
Sát thủ danh mục (Category killer) là một nhà bán lẻ chuyên và có một mặt hàng sắp xếp thành loại sản phẩm sâu trong một danh mục nhất định và thông qua lựa chọn, định giá và thâm nhập thị trường có được lợi thế cạnh tranh lớn so với các nhà bán lẻ khác. Các chuỗi như Barnes &amp; Noble, Best Buy và Staples được coi là sát thủ danh mục.